# Aston Martin Victor
L’Aston Martin Victor est une supercar du constructeur automobile britannique Aston Martin produite en 2020 en un unique exemplaire et basé sur la One-77.

## Présentation
L'Aston Martin Victor est présentée au concours d’élégance de Hampton Court Palace en Angleterre. Elle rend hommage à Malcolm Victor Gauntlett qui a relancé la marque dans les années 1980 et la dirigea jusqu’en 1991.

## Caractéristiques techniques
La supercar repose sur le châssis monocoque de la One-77. Elle adopte une carrosserie entièrement en fibre de carbone revêtue d'une teinte noire « Pentland Green » des Aston des années 1970 tandis que sa calandre et ses projecteurs ronds font échos aux Aston Martin de l'époque de Victor Gauntlett. L'arrière reçoit un becquet en queue de canard.

### Motorisation
La Victor hérite du moteur V12 de 7,3 litres de cylindrée de la One-77 retouché par Cosworth et dont la puissance est portée à 836 ch pour 821 N m de couple. La puissance est transmise aux roues arrière via une boîte manuelle à six rapports.